# Nađa Higl
Nađa Higl (serbisch-kyrillisch Нађа Хигл, auch Nadja Higl geschrieben; * 2. Januar 1987 in Pančevo) ist eine Schwimmerin aus Serbien.

## Leben
Nadjas Vater Dragan Higl (Hügel) ist deutscher Abstammung und zog von Travnik nach Pančevo. Dort traf er auf seine zukünftige Frau Snežana aus Zrenjanin. Als Rettungsschwimmer hatte Nadjas Vater freien Zugang zu den Schwimmbädern in der Umgebung und lehrte seinen beiden Kindern frühzeitig das Schwimmen. Trotzdem interessierte sich Nadja anfangs mehr für Ballet, hat sich dann aber doch für den Schwimmsport entschieden. Im Alter von zehn Jahren gewann sie ihre erste Medaille. Danach stellte sie Rekorde auf, die in Serbien heute noch Gültigkeit haben. Neuer Trainer wurde ihr Bruder Sebastijan, der bis dahin selbst serbischer Meister im Schwimmen war.

## Werdegang
Die Brustschwimmerin Higl nahm bei den Kurzbahneuropameisterschaften 2007 im ungarischen Debrecen erstmals an einem internationalen Wettbewerb teil. Bei den Olympischen Sommerspielen 2008 in Peking schwamm sie sowohl über 100 Meter als auch über 200 Meter Brust, kam jedoch in beiden Distanzen nicht über den Vorlauf hinaus.
Ihren bisher größten sportlichen Erfolg erzielte sie bei den Schwimmweltmeisterschaften 2009. Überraschend setzte sie sich im 200 m Brust Finale mit neuem Europarekord durch und sicherte sich so die Gold-Medaille. Über 100 Meter war sie ebenfalls am Start, musste sich aber mit Platz 16 begnügen.
Bei der Sommer-Universiade 2009 in Belgrad gewann sie die Silbermedaille in 100 und 200 m Brust. Beim Kurzbahn-Schwimm-Weltcup 2009 in Durban holte sie den ersten Platz im 200-Meter-Brustschwimmen mit einer Zeit von 2:20,41 Minuten.

## Rekorde
| Europarekord (Langbahn)  | Europarekord (Langbahn) | Europarekord (Langbahn) | Europarekord (Langbahn) |
| ------------------------ | ----------------------- | ----------------------- | ----------------------- |
| 200 m Brust              | 02:21,62 min            | 31. Juli 2009           | Rom                     |
| (Stand: 23. Januar 2012) |                         |                         |                         |

## Resultate
| Jahr | Wettbewerb                                  | Ort                               | Disziplin            | Position | Zeit              |
| ---- | ------------------------------------------- | --------------------------------- | -------------------- | -------- | ----------------- |
| 2003 | Europäische Junioren Schwimmmeisterschaften | Vereinigtes Königreich Glasgow    | 100 m Brustschwimmen | 24       | 1:15.95           |
| 2003 | Europäische Junioren Schwimmmeisterschaften | Vereinigtes Königreich Glasgow    | 200 m Brustschwimmen | 16       | 2:38.59           |
| 2006 | Schwimmeuropameisterschaften 2006           | Ungarn Budapest                   | 100 m Brustschwimmen | 44       | 1:16.99           |
| 2006 | Schwimmeuropameisterschaften 2006           | Ungarn Budapest                   | 200 m Brustschwimmen | 25       | 2:40.73           |
| 2007 | Kurzbahneuropameisterschaften 2007          | Ungarn Debrecen                   | 100 m Brustschwimmen | 23       | 1:11.10           |
| 2007 | Kurzbahneuropameisterschaften 2007          | Ungarn Debrecen                   | 200 m Brustschwimmen | 23       | 2:31.14           |
| 2008 | Kurzbahnweltmeisterschaften 2008            | Vereinigtes Königreich Manchester | 100 m Brustschwimmen | 20       | 1:10.41           |
| 2008 | Kurzbahnweltmeisterschaften 2008            | Vereinigtes Königreich Manchester | 200 m Brustschwimmen | 15       | 2:28.47           |
| 2008 | Olympische Sommerspiele 2008                | Volksrepublik China Peking        | 100 m Brustschwimmen | 43       | 1:13.19           |
| 2008 | Olympische Sommerspiele 2008                | Volksrepublik China Peking        | 200 m Brustschwimmen | 33       | 2:32.78           |
| 2009 | Mittelmeerspiele 2009                       | Italien Pescara                   | 100 m Brustschwimmen | 10       | 1:11.50           |
| 2009 | Mittelmeerspiele 2009                       | Italien Pescara                   | 200 m Brustschwimmen | 4        | 2:29.79           |
| 2009 | Mittelmeerspiele 2009                       | Italien Pescara                   | 4 × 100 Meter Lagen  | 5        | 1:07.75 (4:14.14) |
| 2009 | Sommer-Universiade 2009                     | Serbien Belgrad                   | 100 m Brustschwimmen | 2        | 1:07.80           |
| 2009 | Sommer-Universiade 2009                     | Serbien Belgrad                   | 200 m Brustschwimmen | 2        | 2:24.20           |
| 2009 | Sommer-Universiade 2009                     | Serbien Belgrad                   | 4 × 100 Meter Lagen  | 15       | 1:13.70 (4:29.49) |
| 2009 | Schwimmweltmeisterschaften 2009             | Italien Rom                       | 100 m Brustschwimmen | 16       | 1:08.13           |
| 2009 | Schwimmweltmeisterschaften 2009             | Italien Rom                       | 200 m Brustschwimmen | 1        | 2:21.62           |
| 2009 | Kurzbahneuropameisterschaften 2009          | Türkei Istanbul                   | 100 m Brustschwimmen | 11       | 1:06.41           |
| 2009 | Kurzbahneuropameisterschaften 2009          | Türkei Istanbul                   | 200 m Brustschwimmen | 2        | 2:17.52           |
| 2010 | Schwimmeuropameisterschaften 2010           | Ungarn Budapest                   | 100 m Brustschwimmen | 22       | 1:10.97           |
| 2010 | Schwimmeuropameisterschaften 2010           | Ungarn Budapest                   | 200 m Brustschwimmen | 8        | 2:29.60           |
| 2011 | Schwimmweltmeisterschaften 2011             | Volksrepublik China Shanghai      | 200 m Brustschwimmen | 6        | 2:25.93           |